# ژروم کیرشر
ژروم کیرشر (فرانسوی: Jérôme Kircher‎؛ زادهٔ ۲۱ نوامبر ۱۹۶۴) بازیگر اهل فرانسه است.
از فیلم‌ها یا برنامه‌های تلویزیونی که وی در آن نقش داشته است، می‌توان به بازگشتگان، کمدی سکسی ریو و یکشنبه طولانی نامزدی اشاره کرد.